# Pieces (film)
Pieces (noto anche col titolo originale Mil gritos tiene la noche) è un film horror del 1982, diretto da Juan Piquer Simón.
Considerato come uno dei lungometraggi spagnoli più violenti, è ritenuto, per i contenuti splatter, un cult movie del cinema di serie B.

## Trama
Nel campus universitario di Boston si aggira un assassino seriale armato di motosega. Il suo intento è quello di uccidere i giovani studenti per poi smembrarli e comporre, con le loro carcasse, un puzzle umano.

## Produzione

### Riprese
Nonostante l'arco narrativo sia sviluppato nel capoluogo del Massachusetts, la maggior parte delle scene si sono svolte in Spagna, nei dintorni di Valencia, città natale del regista. Le riprese sono durate quattro settimane.
Alcune sequenze di raccordo sono filmati di repertorio, provenienti da altre opere audiovisive americane.
Compare, in un cameo non accreditato, Bruce Le, stuntman di numerosi film di arti marziali.

## Colonna sonora
La versione originale contiene una spartito realizzato e diretto dal maestro Librado Pastor. L'edizione estera, invece, presenta brani di repertorio tratti dalla etichetta CAM. Tra gli artisti menzionati si ricordano i nomi di Stelvio Cipriani e Carlo Maria Cordio.

## Promozione
La tagline della locandina americana recita: «It's exactly what you think it is!» (trad. «È esattamente ciò che pensi che sia!»)

## Distribuzione

### Data di uscita
Uscito nei cinema iberici il 23 agosto del 1982, Pieces viene esportato, l'anno seguente, negli USA, in Italia e in Francia.

### Divieti
La pellicola è vietata ai minori di 18 anni per contenuti violenti, espliciti e sessuali. Esistono, in commercio, versioni tagliate con un visto censura ridotto.

## Accoglienza

### Incassi
In base ai dati monitorati dal database Boxoffice.com, il film ha incassato, in totale, più di 2 000 000 di dollari. Negli Stati Uniti, sempre secondo il sito, ha totalizzato, il primo giorno di uscita, circa 600 000 dollari.

### Critica
Miguel Ángel Plana, critico e docente universitario, sostiene che Pieces abbia "internazionalizzato" il cinema horror iberico.
Tra i cineasti che hanno apprezzato il film si ricordano i nomi di Eli Roth e Quentin Tarantino.